# Regmatodon declinatus
Regmatodon declinatus là một loài Rêu trong họ Regmatodontaceae. Loài này được (Hook.) Brid. miêu tả khoa học đầu tiên năm 1827.